# Nuklearna hemija
Nuklearna hemija je polje hemije koje se bavi radioaktivnošću, nuklearnim procesima i svojstvima. Ona je hemija radioaktivnih elemenata poput aktinoida, radijuma i radona, zajedno sa hemijom opreme (npr. nuklearnih reaktora) koja je dizajnirana za izvođenje nuklearnih procesa. Ona obuhvata koroziju površina i ponašanje pod normalnim i abnormalnim uslovima rada. Jedna značajna oblast je ponašanje objekata i materijala nakon deponovanja na skladišta nuklearnog otpada.
Nuklearna hemija obuhvata izučavanje hemijskih efekata radijacione apsorpcije na životinje, biljke i druge materijale. Radijaciona hemija kontroliše znatan deo radijacione biologije pošto radijacija utiče na živa bića na molekulskom nivou. Drugim rečima, radijacija menja biomolekule unutar organizma, time se menjaju hemijski procesi unutar organizma, i te biohemijske promene imaju biološke ishode. Nuklearna hemija nalazi primenu u medicinskim tretmanima (kao što je radioterapija kancera) i omogućava poboljšanje tih tretmana.
Nuklearna hemija obuhvata izučavanje produkcije i primene radioaktivnih izvora za širok opseg procesa. Među njima su radioterapija u medicinskim aplikacijama; upotreba radioaktivnih trejsera u industriji, nauci i životnoj sredini; i upotreba radijacije za modifikovanje materijala kao što su polimeri.
Ona takođe obuhvata izučavanje i upotrebu nuklearnih procesa u neradioaktivnim oblastima. Na primer, nuklearno magnetno rezonantna (NMR) spektroskopija se rutinski koristi u sintetičkoj organskoj hemiji i fizičkoj hemiji, kao i za strukturnu analizu u makromolekulskoj hemiji.

## Istorija
Nakon Vilhelm Rendgenovog otkrića X-zraka 1882. godine, mnogi naučnici su počeli da rade na jonizujućem zračenju. Jedan od njih bio je Anri Bekerel, koji je istraživao vezu između fosforescencije i zacrnjenja fotografskih ploča. Kada je Bekerel (radeći u Francuskoj) otkrio da je, bez spoljnog izvora energije, uranijum generisao zrake koji su mogli da zacrne (ili zamagle) fotografsku ploču, otkrivena je radioaktivnost. Marija Kiri (radeći u Parizu) i njen suprug Pjer Kiri izolovali su dva nova radioaktivna elementa iz rude uranijuma. Oni su radiometrijskim metodama identifikovali u kom toku se radioaktivnost zadržala nakon svakog hemijskog razdvajanja. Oni su razdvojili uranijumovu rudu u svaki od različitih hemijskih elemenata koji su bili poznati u to vreme i merili radioaktivnost svake frakcije. Zatim su pokušali da dalje odvoje ove radioaktivne frakcije, kako bi izolovali manju frakciju sa većom specifičnom aktivnošću (radioaktivnost podeljena sa masom). Na taj način su izolovali polonijum i radijum. Otprilike 1901. godine primećeno je da visoke doze zračenja mogu naneti povrede ljudima. Anri Bekerel je u džepu nosio uzorak radijuma i kao rezultat je pretrpeo veoma lokalizovanu dozu koja je rezultirala opekotinama od zračenja. Ova povreda rezultirala je istraživanjem bioloških svojstava zračenja, što je vremenom dovelo do razvoja medicinskog tretmana.
Ernest Raderford, radeći u Kanadi i Engleskoj, pokazao je da se radioaktivni raspad može opisati jednostavnom jednačinom (linearna derivatna jednačina prvog stepena, koja se sada naziva kinetika prvog reda), implicirajući da data radioaktivna supstanca ima karakterističan „poluživot“ (vreme potrebno da se količina radioaktivnosti prisutna u izvoru smanji za polovinu). Takođe je osmislio pojmove alfa, beta i gama zraka, pretvorio je azot u kiseonik, i što je najvažnije nadzirao je studente koji su sproveli Gajger-Marsdenov eksperiment (eksperiment sa zlatnom folijom) koji je pokazao da je atomski model „pudinga sa šljivama“ bio pogrešan. U modelu pudinga sa šljivama, koji je 1904. godine predložio Džozef Džon Tomson, atom se sastoji od elektrona okruženih 'oblakom' pozitivnog naelektrisanja da bi se uravnotežio negativni naboj elektrona. Ruderford je iz eksperimenta sa zlatnom folijom izveo zaključak je da je pozitivno naelektrisanje bilo ograničeno na vrlo malo jezgro i formulisao je Ruderfordov model, i to je na kraju dovelo do Borovog modela atoma, u kome je pozitivno jezgro okruženo negativnim elektronima.
Godine 1934, ćerka Marije Kiri (Irena Žolio-Kiri) i zet (Frederik Žolio) prvi su stvorili veštačku radioaktivnost: oni su bombardovali bor alfa česticama da bi napravili neutronski osiromašeni izotop azot-13; ovaj izotop je emitovao pozitrone. Pored toga, oni su bombardovali aluminijum i magnezijum neutronima da bi napravili nove radioizotope.

## Glavne oblasti
Radiohemija je hemija radioaktivnih materijala, u kojoj se radioaktivni izotopi elemenata koriste za proučavanje svojstava i hemijskih reakcija neradioaktivnih izotopa (često u radiohemiji odsustvo radioaktivnosti dovodi do toga da se supstanca opisuje kao neaktivna, jer su izotopi stabilni).
Za dalje detalje pogledajte stranicu o radiohemiji.

### Radijaciona hemija
Radijaciona hemija je proučavanje hemijskih efekata zračenja na materiju; ovo se veoma različito od radiohemije, jer u materijalu koji se hemijski menja zračenjem ne mora biti prisutna radioaktivnost. Primer je konverzija vode u gas vodonik i vodonik peroksid. Pre hemije zračenja, uobičajeno je bilo verovanje da se čista voda ne može uništiti.
Početni eksperimenti bili su usredsređeni na razumevanje efekata zračenja na materiju. Koristeći rendgenski generator, Hugo Frike je proučavao biološke efekte zračenja, jer je postalo uobičajena opcija lečenja i dijagnostička metoda. Frike je predložio i naknadno dokazao da je energija rendgenskih zraka mogla da pretvori vodu u aktiviranu vodu, omogućavajući joj da reaguje sa rastvorenim materijama.

### Hemija za nuklearnu energiju
Radiohemija, radijaciona hemija i nuklearno hemijsko inženjerstvo igraju veoma važnu ulogu u sintezi prekurzora goriva uranijuma i torijuma, počev od ruda ovih elemenata, proizvodnje goriva, hemije rashladne tečnosti, prerade goriva, tretmana i skladištenja radioaktivnog otpada, praćenja ispuštanja radioaktivnih elemenata tokom operacije reaktora i radioaktivnog geološkog skladištenja, itd.

### Proučavanje nuklearnih reakcija
Kombinacija radiohemije i radijacione hemije se koristi za proučavanje nuklearnih reakcija poput fisije i fuzije. Rana evidencija o nuklearnoj fisiji bila je stvaranje kratkoživućeg radioizotopa barijuma koji je izolovan iz neutronski zračenog uranijuma (139, sa poluživotom 83 minuta i 140, sa poluživotom od 12,8 dana, glavni su fizioni produkti uranijuma). U to vreme se smatralo da je reč o novom izotopu radijuma, jer je tada bila uobičajena radiohemijska praksa da se talog nosača barijum sulfata koristi za izolaciju radijuma. U novije vreme, kombinacija radiohemijskih metoda i nuklearne fizike je korišćena za pokušaj stvaranja novih 'superteških' elemenata; smatra se da ostrva relativne stabilnosti postoje tamo gde nuklidi imaju period poluraspada od više godina, što omogućava izolaciju merljivih količina novih elemenata. Za više detalja o originalnom otkriću nuklearne fisije je dostupno u radu Ota Hana.

### Ciklus nuklearnog goriva
Ovo je hemija povezana sa bilo kojim delom ciklusa nuklearnog goriva, uključujući nuklearnu ponovnu obradu. Gorivni ciklus uključuje sve operacije uključene u proizvodnju goriva, od rudarstva, prerade rude i obogaćivanja do proizvodnje goriva (prednji kraj ciklusa). Takođe uključuje ponašanje „u gomili“ (upotreba goriva u reaktoru) pre zadnjeg kraja ciklusa. Zadnji deo uključuje upravljanje iskorišćenim nuklearnim gorivom bilo u bazenu za istrošeno gorivo ili u suvom skladištu, pre nego što se odloži u podzemno skladište ili ponovo preradi.

#### Normalni i abnormalni uslovi
Nuklearna hemija povezana sa ciklusom nuklearnog goriva može se podeliti na dve glavne oblasti, jedna oblast se bavi radom pod predviđenim uslovima, dok se druga oblast bavi uslovima lošeg rada gde je došlo do promene u odnosu na normalne uslove rada ili (ređe) dešava se nezgoda. Bez ovog procesa, ništa od ovoga ne bi bilo tačno.

#### Ponovna obrada

##### Zakon
U Sjedinjenim Državama, normalno je da se gorivo koristi jednom u energetskom reaktoru pre nego što se odloži u deponiju otpada. Dugoročni plan je trenutno da se iskorišćeno civilno reaktorsko gorivo smesti u duboko skladište. Ova politika neprerade započeta je u martu 1977. zbog zabrinutosti oko širenja nuklearnog oružja. Predsednik Džimi Karter izdao je predsedničku direktivu kojom je na neodređeno vreme suspendovana komercijalna prerada i reciklaža plutonijuma u Sjedinjenim Državama. Ova direktiva je verovatno bila pokušaj Sjedinjenih Država da vode druge zemlje svojim primerom, ali mnoge druge nacije nastavljaju da prerađuju istrošeno nuklearno gorivo. Ruska vlada pod predsednikom Vladimirom Putinom ukinula je zakon koji je zabranio uvoz korišćenog nuklearnog goriva, a koji Rusima omogućava da ponude uslugu prerade za klijente van Rusije (slično onoj koju nudi BNFL).

##### PUREX hemija
Trenutni metod izbora je da se koristi proces ekstrakcije tečnost-tečnost PUREX koji koristi mešavinu tributil fosfata/ugljovodonika za ekstrakciju uranijuma i plutonijuma iz azotne kiseline. Ova ekstrakcija je od nitratnih soli i klasifikovana je kao mehanizam solvatacije. Na primer, ekstrakcija plutonijuma pomoću sredstva za ekstrakciju (S) u nitratnom medijumu se dešava sledećom reakcijom.
Pu4+aq + 4NO3−aq + 2Sorganic → [Pu(NO3)4S2]organic
Kompleksna veza se formira između katjona metala, nitrata i tributil fosfata, a model jedinjenja dioksuranijum(VI) kompleksa sa dva anjona nitrata i dva trietil fosfatna liganda je okarakterisan rendgenskom kristalografijom.
Kada je koncentracija azotne kiseline visoka, daje se prednost ekstrakciji u organsku fazu, a kada je koncentracija azotne kiseline niska, ekstrakcija je obrnuta (organska faza je lišena metala). Normalno je da se upotrebljeno gorivo rastvori u azotnoj kiselini, nakon uklanjanja nerastvorljivih materija uranijum i plutonijum se ekstrahuju iz visokoaktivne tečnosti. Normalno je da se ponovo ekstrahuje napunjena organska faza da bi se stvorila srednje aktivna tečnost koja uglavnom sadrži uranijum i plutonijum sa samo malim tragovima fisionih produkata. Ova srednje aktivna vodena smeša se zatim ponovo ekstrahuje pomoću tributil fosfata/ugljovodonika da bi se formirala nova organska faza, a organska faza koja sadrži metal se zatim uklanja od metala da bi se formirala vodena smeša samo uranijuma i plutonijuma. Dve faze ekstrakcije se koriste za poboljšanje čistoće aktinidnog proizvoda, organska faza koja se koristi za prvu ekstrakciju će trpeti daleko veću dozu zračenja. Zračenje može razgraditi tributil fosfat u dibutil hidrogen fosfat. Dibutil hidrogen fosfat može delovati kao agens za ekstrakciju za aktinide i za druge metale kao što je rutenijum. Dibutil hidrogen fosfat može uzrokovati da se sistem ponaša na složeniji način, jer teži da ekstrahuje metale mehanizmom jonske razmene (ekstrakcija favorizovana niskom koncentracijom kiseline), da bi se smanjio efekat dibutil hidrogen fosfata, što je uobičajeno za korišćenu organsku fazu koju treba isprati rastvorom natrijum karbonata da bi se uklonili kiseli proizvodi razgradnje tributil fosfatioloporusa.

##### Nove metode se razmatraju za buduću upotrebu
PUREX proces se može modifikovati tako da se napravi UREX (URanijumska EXtrakcija ) proces koji bi mogao da se koristi za uštedu prostora unutar odlagališta nuklearnog otpada visokog nivoa, kao što je odlagalište nuklearnog otpada na planini Juka, uklanjanjem uranijuma koji čini ogromnu većinu mase i zapremine upotrebljenog goriva i recikliranja kao prerađenog uranijuma.
UREX proces je PUREX proces koji je modifikovan da spreči ekstrakciju plutonijuma. Ovo se može uraditi dodavanjem reduktora plutonijuma pre prvog koraka ekstrakcije metala. U UREX procesu, ~99,9% uranijuma i >95% tehnecijuma su odvojeni jedan od drugog i ostalih fisionih produkata i aktinida. Ključno je dodavanje acetohidroksamične kiseline (AHA) u delove procesa ekstrakcije i pilinga. Dodavanje AHA u velikoj meri smanjuje mogućnost ekstrakcije plutonijuma i neptunijuma, obezbeđujući veću otpornost na proliferaciju nego u fazi ekstrakcije plutonijuma u PUREX procesu.
Dodavanjem drugog sredstva za ekstrakciju, oktil(fenil)-N,N-dibutil karbamoilmetil fosfin oksida (CMPO) u kombinaciji sa tributilfosfatom (TBP), PUREX proces se može pretvoriti u TRUEX (TRansUranska EXtrakcija) proces. Ovo je proces koji izumela Nacionalna laboratorija Argon u SAD, a dizajniran je da ukloni transuranske metale (Am/Cm) iz otpada. Ideja je da se smanjenjem alfa aktivnosti otpada većina otpada može lakše odložiti. Zajedno sa PUREX-om, ovaj proces funkcioniše pomoću mehanizma solvatacije.
Kao alternativa TRUEX-u, osmišljen je proces ekstrakcije koristeći malondiamid. DIAMEX (DIAMidna EXtrakcija) proces ima prednost u izbegavanju stvaranja organskog otpada koji sadrži elemente osim ugljenika, vodonika, azota i kiseonika. Takav organski otpad može biti spaljen bez stvaranja kiselih gasova koji bi mogli doprineti kiselim kišama. Na DIAMEX procesu u Evropi radi francuska CEA. Proces je dovoljno zreo da bi se moglo izgraditi industrijsko postrojenje uz postojeće poznavanje procesa. Zajedno sa PUREX-om, ovaj proces funkcioniše pomoću mehanizma solvatacije.
Selektivna ekstrakcija aktinida (SANEX). Kao deo upravljanja manji zastupljenim aktinidima, predloženo je da se lantanidi i trovalentni manji aktinidi uklone iz PUREX rafinata postupkom kao što su DIAMEX ili TRUEX. Da bi se omogućilo da se aktinidi kao što je americijum ponovo koriste u industrijskim izvorima ili koriste kao gorivo, moraju se ukloniti lantanidi. Lantanidi imaju velike neutronske preseke i stoga bi otrovali nuklearnu reakciju koju pokreće neutron. Do danas, sistem ekstrakcije za SANEX proces nije definisan, ali trenutno nekoliko različitih istraživačkih grupa radi na procesu. Na primer, francuska CEA radi na procesu zasnovanom na bis-triazinil piridinu (BTP).
Neki drugi radnici rade na drugim sistemima kao što su oni sa ditiofosfinskom kiselinom.
Ovo je UNiverzalni EXtrakcioni proces koji je razvijen u Rusiji i Češkoj. To je proces dizajniran da ukloni sve najteže (Sr, Cs i manje aktinide) radioizotope iz rafinata preostalih nakon ekstrakcije uranijuma i plutonijuma iz korišćenog nuklearnog goriva. Hemija se zasniva na interakciji cezijuma i stroncijuma sa polietilen oksidom (polietilen glikolom) i kobalt karboran anjonom (poznatim kao hlorovani kobalt dikarbolid). Aktinidi se ekstrahuju pomoću CMPO, a razblaživač je polarno aromatično jedinjenje kao što je nitrobenzol. Predloženi su i drugi razblaživači kao što su meta-nitrobenzotrifluorid i fenil trifluorometil sulfon.

#### Apsorpcija proizvoda fisije na površinama
Druga važna oblast nuklearne hemije je proučavanje načina na koji proizvodi fisije stupaju u interakciju sa površinama; Smatra se da ovo kontroliše brzinu oslobađanja i migracije fisionih produkata i iz kontejnera za otpad u normalnim uslovima i iz energetskih reaktora u uslovima nesreće. Poput hromata i molibdata, anjon 99TcO4 može da reaguje sa čeličnim površinama i formira sloj otporan na koroziju. Na ovaj način ovi metalokso anjoni deluju kao inhibitori anodne korozije. Formiranje 99TcO2 na čeličnim površinama je jedan od efekata koji će usporiti oslobađanje 99Tc iz bubnja za nuklearni otpad i nuklearne opreme koja je izgubljena pre dekontaminacije (npr. podmorski reaktori izgubljeni u moru). Ovaj sloj 99TcO2 čini površinu čelika pasivnom, inhibirajući reakciju anodne korozije. Radioaktivna priroda tehnecijuma čini ovu zaštitu od korozije nepraktičnom u skoro svim situacijama. Takođe je pokazano da 99TcO4 anjoni reaguju tako da formiraju sloj na površini aktivnog uglja (ćumura) ili aluminijuma. Kratak pregled biohemijskih svojstava serije ključnih dugovečnih radioizotopa može se naći na mreži.
99Tc u nuklearnom otpadu može postojati u drugim hemijskim oblicima osim 99TcO4 anjona, ovi drugi oblici imaju drugačija hemijska svojstva. Slično tome, oslobađanje joda-131 u ozbiljnoj nesreći energetskog reaktora moglo bi da se uspori apsorpcijom na metalnim površinama unutar nuklearne elektrane.

## Obrazovanje
Broj studenata koji su se opredelili za specijalizaciju u oblastima nuklearne i radiohemije znatno je opao poslednjih nekoliko decenija, uprkos sve većoj upotrebi nuklearne medicine, potencijalnom širenju nuklearnih elektrana i brigama oko zaštite od nuklearnih pretnji i upravljanja nuklearnim otpadom nastalim u poslednjih decenija. Sada, s obzirom da se mnogi stručnjaci u ovim oblastima približavaju starosnoj granici za penzionisanje, potrebno je preduzeti mere kako bi se izbegao jaz u radnoj snazi u ovim kritičnim oblastima, na primer pospešivanjem interesa studenata za karijeru u ovim oblastima, proširivanjem obrazovnih kapaciteta univerziteta i koledža, i pružanjem konkretnijih obuka na radnom mestu.
Nuklearna i radiohemija (NRC) se uglavnom predaje na univerzitetskom nivou, obično prvo na nivou magistarskih i doktorskih studija. U Evropi se ulažu značajni napori da se uskladi i pripremi NRC obrazovanje za buduće potrebe industrije i društva. Ovaj napor se koordinira u projektu koji finansira Koordinisana akcija podržana od strane Sedmog okvirnog programa Evropske zajednice za atomsku energiju. Iako je NucWik prvenstveno namenjen nastavnicima, svi zainteresovani za nuklearnu i radiohemiju su dobrodošli i mogu pronaći mnogo informacija i materijala koji objašnjavaju teme povezane sa NRC.

## Izvedene oblasti
Neke metode koje su prvi put razvijene u okviru nuklearne hemije i fizike postale su toliko široko korišćene u hemiji i drugim fizičkim naukama da bi ih bilo najbolje smatrati odvojenim od normalne nuklearne hemije. Na primer, izotopski efekat se toliko široko koristi za istraživanje hemijskih mehanizama i upotrebe kosmogenih izotopa i dugotrajnih nestabilnih izotopa u geologiji da je najbolje da se veći deo izotopske hemije smatra odvojenim od nuklearne hemije.

### Kinetika (upotreba u mehaničkoj hemiji)
Mehanizmi hemijskih reakcija mogu se istražiti posmatranjem kako se kinetika reakcije menja izotopskom modifikacijom supstrata, poznatom kao kinetički izotopski efekat. Ovo je sada standardni metod u organskoj hemiji. Ukratko, zamena normalnog vodonika (protona) deuterijumom unutar molekula uzrokuje smanjenje molekularne vibracione frekvencije X-H (na primer C-H, N-H i O-H) veza, što dovodi do smanjenja energije nulte tačke vibracije. Ovo može dovesti do smanjenja brzine reakcije ako korak koji određuje brzinu uključuje prekid veze između vodonika i drugog atoma. Dakle, ako se brzina reakcije promeni kada se protoni zamene deuterijumima, razumno je pretpostaviti da je prekid veze sa vodonikom deo koraka koji određuje brzinu.

### Primene u geologiji, biologiji i forenzičkoj nauci
Kosmogeni izotopi nastaju interakcijom kosmičkih zraka sa jezgrom atoma. Oni se mogu koristiti za potrebe datiranja i za upotrebu kao prirodni tragovi. Pored toga, pažljivim merenjem nekih odnosa stabilnih izotopa moguće je steći nove uvide u poreklo metaka, starost uzoraka leda, starost stena, a način ishrane osobe može se identifikovati iz uzorka kose ili drugog tkiva. (Pogledajte geohemiju izotopa i izotopski potpis za više detalja).

#### Biologija
U živim bićima, izotopske oznake (radioaktivne i neradioaktivne) mogu se koristiti za ispitivanje kako složena mreža reakcija koja čini metabolizam organizma pretvara jednu supstancu u drugu. Na primer, zelena biljka koristi svetlosnu energiju za pretvaranje vode i ugljen-dioksida u glukozu fotosintezom. Ako je kiseonik u vodi obeležen, onda se oznaka pojavljuje u gasu kiseonika koji formira biljka, a ne u glukozi formiranoj u hloroplastima unutar biljnih ćelija.
Za biohemijske i fiziološke eksperimente i medicinske metode, veliki broj specifičnih izotopa ima važnu primenu.
- Stabilni izotopi imaju prednost što ne isporučuju dozu zračenja u sistem koji se proučava; međutim, značajan višak njih u organu ili organizmu i dalje može ometati njegovu funkcionalnost, a dostupnost dovoljnih količina za studije na celim životinjama je ograničena za mnoge izotope. Merenje je takođe teško i obično zahteva masenu spektrometriju da bi se utvrdilo koliko je izotopa prisutno u određenim jedinjenjima, i ne postoji način za lokalizaciju merenja unutar ćelije.
- 2H (deuterijum), stabilni izotop vodonika, je stabilan trejser, čija koncentracija se može meriti masenom spektrometrijom ili NMR. Ugrađen je u sve ćelijske strukture. Mogu se proizvesti i specifična deuterisana jedinjenja.
- 15N, stabilni izotop azota, takođe je korišćen. Ugrađuje se uglavnom u proteine.
- Radioaktivni izotopi imaju prednosti u tome što se mogu detektovati u veoma malim količinama, što se lako mere scintilacionim brojanjem[93][94] ili drugim radiohemijskim metodama, i što se mogu lokalizovati u određenim delovima ćelije i kvantifikovati autoradiografijom.[95][96][97][98] Mnoga jedinjenja sa radioaktivnim atomima na određenim pozicijama se mogu pripremiti i široko su dostupna komercijalno. U velikim količinama zahtevaju mere predostrožnosti kako bi se zaštitili radnici od efekata radijacije — i lako mogu kontaminirati laboratorijsko stakleno posuđe i drugu opremu. Za neke izotope vreme poluraspada je toliko kratko da su priprema i merenje teški.

Organskom sintezom moguće je stvoriti složeni molekul sa radioaktivnom oznakom koja se može ograničiti na malu površinu molekula. Za kratkotrajne izotope kao što je 11C, razvijene su veoma brze sintetičke metode koje omogućavaju brzo dodavanje radioaktivnog izotopa u molekul. Na primer, reakcije karbonilacije katalizovane paladijumom u mikrofluidnom uređaju je korišćena za brzo formiranje amida i možda bi bilo moguće koristiti ovaj metod za formiranje radioaktivnih agenasa za snimanje putem PET snimanja.
- 3H (tricijum), radioizotop vodonika, dostupan je sa veoma visokim specifičnim aktivnostima, a jedinjenja sa ovim izotopom na određenim pozicijama se lako pripremaju standardnim hemijskim reakcijama kao što je hidrogenacija nezasićenih prekursora. Izotop emituje veoma meko beta zračenje i može se otkriti scintilacionim brojanjem.
- 11C, ugljenik-11 se obično proizvodi ciklotronskim bombardovanjem 14N protonima. Rezultujuća nuklearna reakcija je 14
N(p,α)11
C.[109] Pored toga, ugljenik-11 se takođe može napraviti korišćenjem ciklotrona; bor u obliku bornog oksida reaguje sa protonima u (p,n) reakciji.[110] Drugi alternativni put je reakcija 10B sa deuteronima. Brzom organskom sintezom, jedinjenje 11C formirano u ciklotronu se pretvara u agens za snimanje koji se zatim koristi za PET.
- 14C, ugljenik-14 se može napraviti (kao gore), i moguće je pretvoriti ciljni materijal u jednostavna neorganska i organska jedinjenja. U većini poslova organske sinteze normalno je pokušati napraviti proizvod od dva fragmenta približno jednake veličine i koristiti konvergentni put, ali kada se doda radioaktivna oznaka, normalno je pokušati dodati oznaku kasno u sintezi u obliku veoma malog fragmenta molekula da bi se omogućilo da se radioaktivnost lokalizuje u jednoj grupi. Kasno dodavanje oznake takođe smanjuje broj sintetičkih faza u kojima se koristi radioaktivni materijal.
- 18F, fluor-18 se može dobiti reakcijom neona sa deuteronima, 20Ne reaguje u (d,4He) reakciji. Normalno je da se koristi neonski gas sa tragom stabilnog fluora (19F2). 19F2 deluje kao nosač koji povećava prinos radioaktivnosti od ciklotronske mete smanjujući količinu radioaktivnosti izgubljene apsorpcijom na površinama. Međutim, ovo smanjenje gubitka je po cenu specifične aktivnosti finalnog proizvoda.

### Nuklearna spektroskopija
Nuklearna spektroskopija je set metoda koje koriste jezgro za dobijanje informacija o lokalnoj strukturi materije. Važne metode su NMR (vidi dole), Mesbauerova spektroskopija i Uznemirena ugaona korelacija. Ove metode koriste interakciju hiperfinog polja sa spinom jezgra. Polje može biti magnetno i/ili električno i stvaraju ga elektroni atoma i njegovih okolnih suseda. Dakle, ove metode istražuju lokalnu strukturu materije, uglavnom kondenzovane materije u fizici kondenzovane materije i hemiji čvrstog stanja.

#### Nuklearna magnetna rezonanca (NMR)
NMR spektroskopija koristi neto spin jezgara u supstanci nakon apsorpcije energije da identifikuje molekule. Ovo je sada postao standardni spektroskopski alat u sintetičkoj hemiji. Jedna od glavnih upotreba NMR-a je određivanje povezanosti veze unutar organskog molekula.
NMR snimanje takođe koristi neto spin jezgara (obično protona) za snimanje. Ovo se široko koristi u dijagnostičke svrhe u medicini i može pružiti detaljne slike unutrašnjosti osobe bez primene ikakvog zračenja na njih. U medicinskom okruženju, NMR je često poznat jednostavno kao „magnetna rezonanca”, jer reč „nuklearno” ima negativne konotacije za mnoge ljude.

## Literatura
- Choppin, Liljenenzin and Rydberg. Radiochemistry and Nuclear Chemistry. ISBN 978-0-7506-7463-8.. Butterworth-Heinemann, 2001  https://web.archive.org/web/20071119060750/http://www.abcte.org/exam_preparation/chemistry/nuclear_chemistry_3. Архивирано из оригинала 19. 11. 2007. г. Приступљено 16. 09. 2013. Недостаје или је празан параметар |title= (помоћ).}-
- Jiri Hála and James D Navratil. Radioactivity, Ionizing radiation and Nuclear Energy. ISBN 978-80-7302-053-8.. Konvoj, Brno . 2003 https://web.archive.org/web/20120219025821/http://www.litlit.com/Radioactivity.htm. Архивирано из оригинала 19. 02. 2012. г. Недостаје или је празан параметар |title= (помоћ)}-
- Handbook of Nuclear Chemistry. 2011. ISBN 978-1-4419-0721-9.. Comprehensive handbook in six volumes by 130 international experts. Edited by Attila Vértes, Sándor Nagy, Zoltán Klencsár, Rezső G. Lovas, Frank Rösch. , Springer,
- Radioactivity Radionuclides Radiation. ISBN 3-540-21116-0.. Textbook by Magill, Galy. , Springer, 2005.
- Radiochemistry and Nuclear Chemistry, 4th Ed. ISBN 978-0-12-405897-2.. Comprehensive textbook by Choppin, Liljenzin, Rydberg and Ekberg. , Elsevier Inc, 2013
- General Chemistry. ISBN 0-486-65622-5.. by Linus Pauling (Dover 1970)
- Introductory Nuclear Physics (3rd изд.). 1987. ISBN 978-0471805533.. by Kenneth S. Krane.   [Undergraduate textbook]
- Theoretical Nuclear And Subnuclear Physics (2nd изд.). 2004. ISBN 9812388982.. by John D. Walecka.   [Graduate textbook]
- Nuclear Physics in a Nutshell. Princeton Press. 2007. ISBN 978-0-691-12505-3.. by Carlos A. Bertulani ( 2007)
- Tilley, R. J. D. (2004). Understanding Solids: The Science of Materials. John Wiley and Sons. стр. 495. ISBN 0-470-85275-5.
- Suplee, Curt (23. 8. 2009). „Atomic Weights and Isotopic Compositions with Relative Atomic Masses”. NIST.
- Shinn, E.; Et., al. (2013). „Nuclear energy conversion with stacks of graphene nanocapacitors”. Complexity. 18 (3): 24—27. Bibcode:2013Cmplx..18c..24S. doi:10.1002/cplx.21427.
- Saha, Gopal B. (2010). „PET Scanning Systems”. Basics of PET Imaging (на језику: енглески). Springer, New York, NY. стр. 19—39. ISBN 9781441908049. doi:10.1007/978-1-4419-0805-6_2.
- "Generic Procedures for Assessment and Response during a Radiological Emergency", International Atomic Energy Agency TECDOC Series number 1162, published in 2000